# An LXXIX

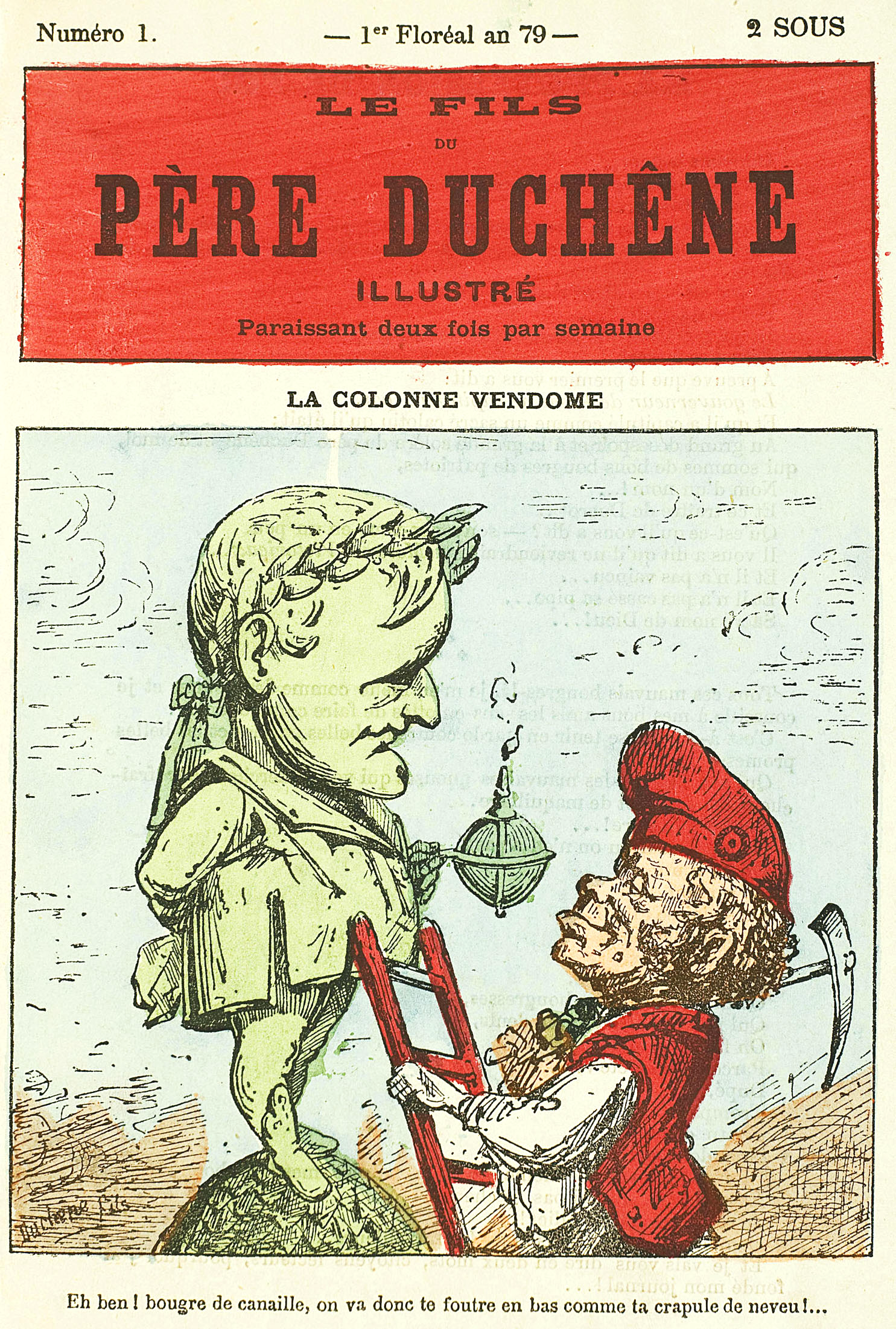
Couverture du no 1 du Fils du père Duchêne illustré, daté du, représentant la colonne Vendôme et la statue de Napoléon sur le point d'être détruites par un communard.

L'an 79 (ou an LXXIX) est une année du calendrier républicain correspond à la période pendant laquelle ce calendrier a été rétabli dans les années 1870 et 1871 du calendrier grégorien. Il s'agit ici surtout des mois de ventôse à prairial, durant lesquels ce calendrier républicain était utilisé, au moins à Paris, par certains journaux de la Commune de Paris. Il le fut également par certains organes de la Commune tel le Comité de salut public à partir du 24 floréal et le Journal officiel de la République française dans ses éditions du 26 floréal au 4 prairial.

## Événements

### Europe

#### Allemagne
- 20 ventôse (11 mars 1871) : Dans le cadre du Kulturkampf : Promulgation des lois scolaires dans l'Empire allemand.
- 20 floréal (10 mai) : Par le Traité de Francfort, l'Allemagne acquiert l'Alsace et une partie de la Lorraine.

#### France
Début de la Troisième République : Répression de la Commune de Paris.
- 7 ventôse (26 février 1871) :  Signature des préliminaires de paix avec la Prusse.
- 10 ventôse (1er mars) : Symboliquement, les troupes prussiennes entrent dans Paris et défilent sur les Champs-Élysées.
- 12 ventôse (3 mars) : Constitution du Comité central de la Garde Nationale.
- 16 ventôse (7 mars) : Parution du numéro 1 du Père Duchêne.
- 19 ventôse (10 mars) : Pacte de Bordeaux, entre les différentes parties du gouvernement, suspendant toute décision sur la nature du régime.
- 26 ventôse (17 mars) : Arrestation du socialiste révolutionnaire Auguste Blanqui.
- 27 ventôse (18 mars) : Commune de Paris (ventôse-prairial) : Tentative de révolution prolétarienne. 
  - Échec de la tentative des troupes gouvernementales de s'emparer des canons de Montmartre.
- 29 ventôse (20 mars) : Le gouvernement et l'Assemblée nationale s'installent à Versailles.
- 5 germinal (26 mars) : Élections de la Commune de Paris.
- 7 germinal (28 mars) : Proclamation de la Commune de Paris à l'hôtel de ville.
- 1er floréal (21 avril) : Parution du numéro  1  du Fils du Père Duchêne illustré.
- 6 floréal (26 avril) : Parution du numéro  2    du Fils du Père Duchêne illustré.
- 10 floréal (30 avril) : Parution du numéro  3    du Fils du Père Duchêne illustré.
- 13 floréal (3 mai) : Parution du numéro  4    du Fils du Père Duchêne illustré.
- 17 floréal (7 mai) : Parution du numéro  5   du Fils du Père Duchêne illustré.
- 20 floréal (10 mai) : 
  - Parution du numéro  6 du Fils du Père Duchêne illustré.
  - Par le Traité de Francfort, la France perd l'Alsace et une partie de la Lorraine, cette perte est vécue par la France comme un profond traumatisme. De plus la France doit verser cinq milliards d'indemnités (4,9 sont récoltés par une souscription nationale ouverte le 27 juin).
  - À la suite de ce traité, environ 160 000 Alsaciens et Lorrains, refusant de devenir Allemands quittent les provinces perdues et s'installent sur le territoire français.
- 24 floréal (14 mai) : 
  - Création du Territoire de Belfort à partir de l'ancien arrondissement du Haut-Rhin non annexé par l'Empire allemand.
  - Parution du numéro  7 du Fils du Père Duchêne illustré.
- 26 floréal (16 mai) : Les Communards mettent à bas la statue de Napoléon place Vendôme.
- 27 floréal (17 mai) : Parution du numéro  8    du Fils du Père Duchêne illustré.
- 28 floréal (18 mai) : L'Assemblée Nationale, réunie à Versailles, ratifie le traité de Francfort.
- du 1er (21 mai) au 8 prairial (28 mai 1871) : « Semaine sanglante », qui verra Paris, aux mains Communards, repris par les troupes versaillaises.
  - 1er prairial (21 mai) : 
    - Entrée des troupes Versaillaises dans Paris.
    - Parution du numéro 9 du Fils du Père Duchêne illustré.

  - 3 prairial (23 mai) : Parution du dernier numéro du Père Duchêne (numéro 68).
  - 4 prairial (24 mai) : Parution du dernier numéro  10     du Fils du Père Duchêne illustré.
  - 7 prairial (27 mai) : Chute du dernier bastion communard.
  - 8 prairial (28 mai) : Exécution des défenseurs de la commune de Paris devant le mur des Fédérés.

#### Italie
- 12 floréal (2 mai 1871) : Loi des garanties, refusées par le pape Pie IX : les relations entre l'Italie et le Vatican sont durablement brouillées.
- 23 floréal (13 mai) : L'inviolabilité de la personne du pape et son autorité sur le Vatican sont reconnues officiellement par une loi italienne.

#### Grande-Bretagne
- Loi reconnaissant l'existence légale des syndicats ouvriers (Trade Union Act).
- Création de l’Anglo-Jewish Association (AJA) qui sera l'alliée critique de l’Alliance israélite universelle.

### Afrique
- Les établissements hollandais du Ghana sont transférés à la Grande-Bretagne.
- Insurrections en Kabylie.

### Amériques
- Brésil : une loi affranchit les enfants nés d'une mère esclave.

#### Canada
- 12 germinal (2 avril 1871) : Publication du recensement au Canada : 3,690 millions d'habitants dont 2,110 millions d'origine britannique et 1,083 million d'origine française.

### Asie

#### Japon
- Le Japon supprime définitivement la féodalité et instaure des districts administratifs. La noblesse est indemnisée par des pensions.
- L'État japonais favorise les études à l'étranger et a recours à des instructeurs et techniciens européens.

## Arts et cultures
- Le théologien allemand Johann Ignaz von Döllinger est excommunié pour avoir mis en doute l'infaillibilité du pape.

### Littérature
- L'écrivain anglais Lewis Carroll publie Alice à travers le miroir.
- Le poète Arthur Rimbaud publie les Illuminations et le Bateau Ivre.
- Le romancier Émile Zola publie la Fortune des Rougon, premier volume du cycle des Rougon-Macquart (1871-1893).

## Sciences et techniques
- Le belge Zénobe Gramme invente la première dynamo industrielle à courant continu.

## Naissances
- 2 germinal (23 mars 1871) : Maurice Garin, champion cycliste français.
- 7 prairial (27 mai) : Georges Rouault, né à Paris, peintre français.
- Pietro Badoglio, né à Grazzano Monferrato, maréchal et homme d'État italien.
- Émile Borel, né à Saint-Affrique dans l'Aveyron, mathématicien et homme politique français.
- Victor Grignard, né à Cherbourg dans la Manche, chimiste français, prix Nobel de chimie en 1912.
- Heinrich Mann, né à Lübeck, écrivain allemand.
- John Millington Synge, né à Rathfarnham, auteur dramatique irlandais.

## Décès
- 12 ventôse (3 mars 1871) : Michael Thonet, dessinateur de meubles autrichien.